# Rogério Dutra Silva
Rogério Dutra Silva, né le 3 février 1984 à São Paulo, est un joueur de tennis brésilien, professionnel entre 2003 et 2022.
Son meilleur classement en simple est 63e mondial obtenu le 24 juillet 2017. Il a remporté un tournoi du circuit ATP en double en 2017 avec André Sá.

## Carrière
Lors du tournoi de Hambourg 2012, il atteint la finale du tableau de double avec l'Espagnol Daniel Muñoz de la Nava, en tant que remplaçants (alternates) après le forfait de l'Italien Daniele Bracciali et de l'Autrichien Oliver Marach, mais ils perdent contre le duo espagnol David Marrero et Fernando Verdasco (6-4, 6-3).
Lors des barrages de la Coupe Davis 2012, il remporte ses deux matchs face à la Russie et permet au Brésil de remonter dans le groupe mondial.
Il a remporté 11 tournois Challenger en simple : Belo Horizonte en 2010, Campos do Jordão en 2011, Panama en 2012, Itajaí en 2013, São Paulo en 2014, Prague et Santiago en 2015, Bordeaux en 2016, Santiago et Panama en 2017 et Playford en 2019.

## Palmarès

### Titre en double messieurs
| No | Date       | Nom et lieu du tournoi | Catégorie | Dotation  | Surface      | Partenaire | Finalistes                       | Score             |          |
| -- | ---------- | ---------------------- | --------- | --------- | ------------ | ---------- | -------------------------------- | ----------------- | -------- |
| 1  | 27-02-2017 | Brasil Open São Paulo  | ATP 250   | 455 565 $ | Terre (ext.) | André Sá   | Marcus Daniell Marcelo Demoliner | 7-65, 5-7, [10-7] | Parcours |

### Finales en double messieurs
| No | Date       | Nom et lieu du tournoi                                  | Catégorie | Dotation    | Surface      | Vainqueurs                      | Partenaire              | Score             |          |
| -- | ---------- | ------------------------------------------------------- | --------- | ----------- | ------------ | ------------------------------- | ----------------------- | ----------------- | -------- |
| 1  | 16-07-2012 | bet-at-home Open - German Tennis Championships Hambourg | ATP 500   | 900 000 €   | Terre (ext.) | David Marrero Fernando Verdasco | Daniel Muñoz de la Nava | 6-4, 6-3          | Parcours |
| 2  | 18-02-2019 | Rio Open by Claro Rio de Janeiro                        | ATP 500   | 1 786 690 $ | Terre (ext.) | Máximo González Nicolás Jarry   | Thomaz Bellucci         | 63-7, 6-3, [10-7] | Parcours |

## Parcours dans les tournois duGrand Chelem

### En simple
| Année | Open d'Australie | Open d'Australie | Internationaux de France | Internationaux de France | Wimbledon       | Wimbledon       | US Open         | US Open        |
| ----- | ---------------- | ---------------- | ------------------------ | ------------------------ | --------------- | --------------- | --------------- | -------------- |
| 2011  | —                | —                | —                        | —                        | —               | —               | 2e tour (1/32)  | Alex Bogomolov |
| 2012  | —                | —                | 1er tour (1/64)          | John Isner               | —               | —               | 2e tour (1/32)  | Novak Djokovic |
| 2013  | —                | —                | 1er tour (1/64)          | Ernests Gulbis           | 1er tour (1/64) | S. Stakhovsky   | 2e tour (1/32)  | Rafael Nadal   |
| 2014  | —                | —                | —                        | —                        | —               | —               | —               | —              |
| 2015  | —                | —                | —                        | —                        | —               | —               | —               | —              |
| 2016  | —                | —                | 1er tour (1/64)          | Gilles Simon             | 1er tour (1/64) | Nicolás Almagro | 1er tour (1/64) | Marin Čilić    |
| 2017  | 2e tour (1/32)   | Gilles Simon     | 2e tour (1/32)           | Milos Raonic             | 1er tour (1/64) | Benoît Paire    | 1er tour (1/64) | Florian Mayer  |
| 2018  | 1er tour (1/64)  | Nick Kyrgios     | 1er tour (1/64)          | Novak Djokovic           | —               | —               | —               | —              |

N.B. : à droite du résultat se trouve le nom de l'ultime adversaire.

### En double
| Année | Open d'Australie | Open d'Australie | Internationaux de France    | Internationaux de France | Wimbledon                   | Wimbledon                    | US Open                      | US Open               |
| ----- | ---------------- | ---------------- | --------------------------- | ------------------------ | --------------------------- | ---------------------------- | ---------------------------- | --------------------- |
| 2017  | —                | —                | 1/4 de finale Paolo Lorenzi | F. Verdasco N. Zimonjić  | 1er tour (1/32) T. Bellucci | Fabrice Martin Daniel Nestor | 2e tour (1/16) Paolo Lorenzi | N. Monroe J.-P. Smith |

N.B. : le nom du partenaire se trouve sous le résultat ; le nom des ultimes adversaires se trouve à droite.

## Parcours dans lesMasters 1000
| Année | Indian Wells | Miami                  | Monte-Carlo | Madrid | Rome | Canada                 | Cincinnati | Shanghai | Paris |
| ----- | ------------ | ---------------------- | ----------- | ------ | ---- | ---------------------- | ---------- | -------- | ----- |
| 2016  | —            | 1er tour An. Kuznetsov | —           | —      | —    | —                      | —          | —        | —     |
| 2017  | —            | —                      | —           | —      | —    | 1er tour D. Shapovalov | —          | —        | —     |
| 2018  | —            | 1er tour J. Chardy     | —           | —      | —    | —                      | —          | —        | —     |

N.B. : sous le résultat se trouve le nom de l’ultime adversaire.

## Classements ATP en fin de saison
| Année          | 2002 | 2003 | 2004 | 2005 | 2006 | 2007 | 2008 | 2009 | 2010 | 2011 | 2012 | 2013 | 2014 | 2015 | 2016 | 2017 | 2018 |
| Rang en simple | 1345 | 908  | 794  | 595  | 261  | 295  | 251  | 321  | 158  | 124  | 128  | 132  | 284  | 125  | 98   | 102  | 165  |
| Rang en double | 1535 | 1493 | 607  | 680  | 253  | 492  | 286  | 215  | 194  | 230  | 158  | 357  | 468  | 356  | 168  | 90   | 425  |

Source : (en) Classements de Rogério Dutra Silva sur le site officiel de la Fédération internationale de tennis